# São Francisco do Paraguaçu

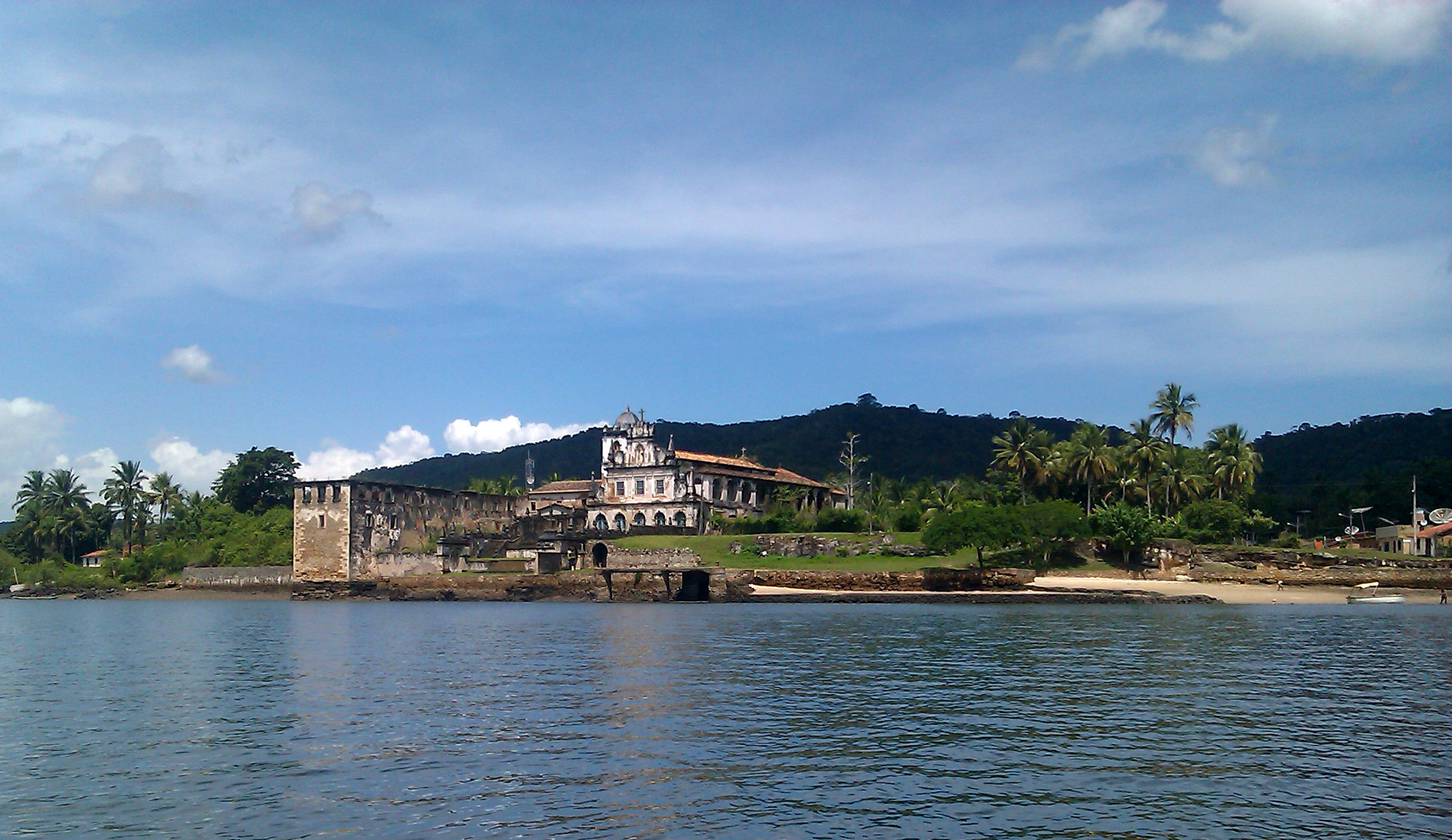
Igreja e Convento de Santo Antônio do Paraguaçu

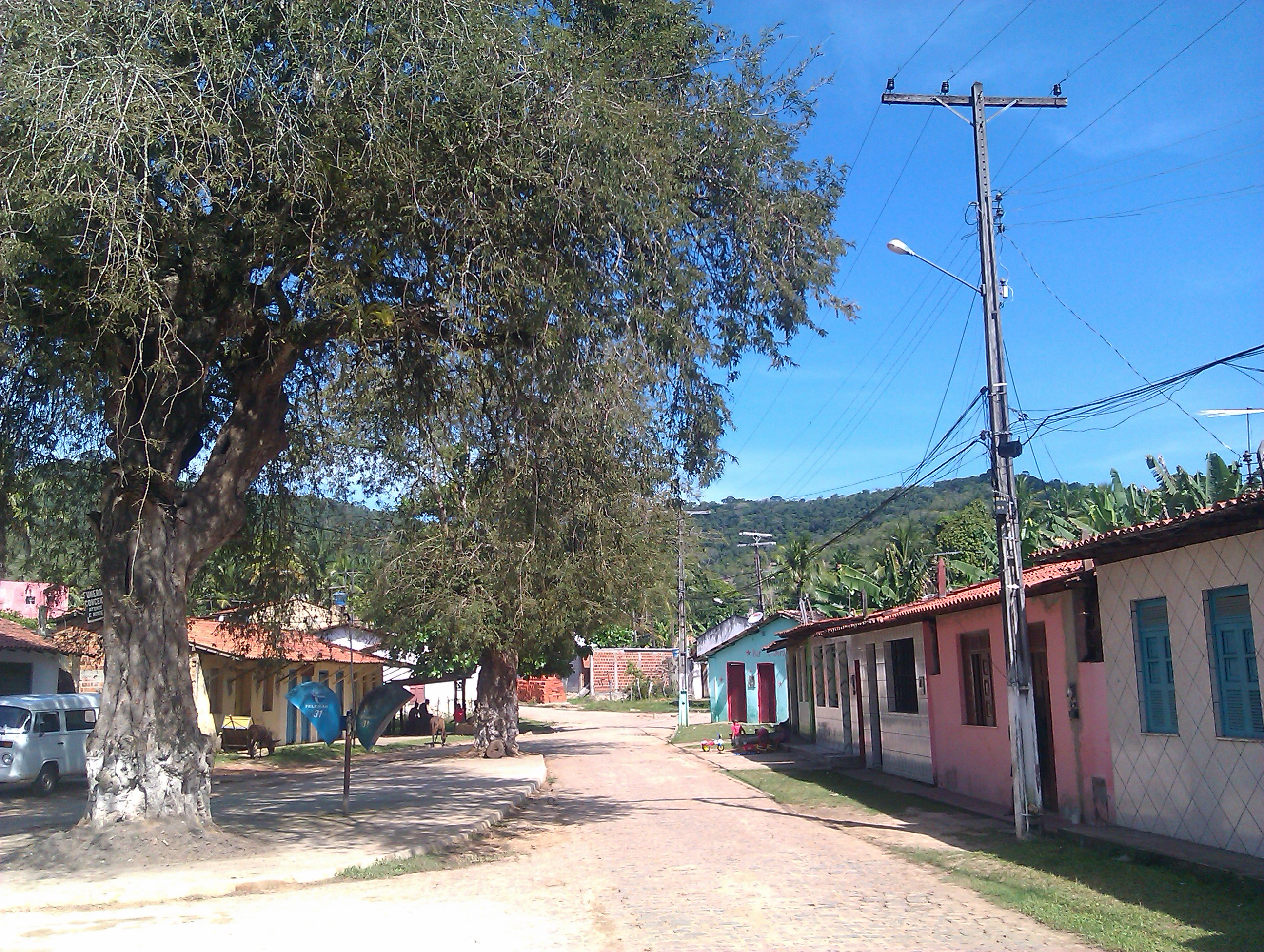
Praça principal de São Francisco do Paraguaçu

São Francisco do Paraguaçu é uma vila pertencente ao município de Cachoeira, na Bahia, no Brasil. Está localizada às margens da Baía do Iguape, no Rio Paraguaçu.

## Topônimo
A palavra "Paraguaçu" tem origem na língua tupi e significa "grande mar" ou "grande rio", através da junção dos termos  pará  (mar, grande rio) e gûasu (grande). É uma referência ao Rio Paraguaçu.

## Patrimônio histórico
Abriga o Convento de Santo Antônio, construído entre os anos de 1658 e 1686 e tombado pelo Instituto do Patrimônio Histórico e Artístico Nacional. No entanto, atualmente esse monumento arquitetônico encontra-se em ruínas.

## População
Sua população, formada principalmente por pescadores, sobrevive da pesca artesanal e da pequena agricultura familiar, além do pequeno comércio. São Francisco possuía, em 2022, uma população de 1.261 habitantes, sendo 199 famílias. As festas que mais atraem o público em São Francisco são o natal e o carnaval.